# Eleição presidencial na Namíbia em 1994
A eleição presidencial namíbia de 1994 foi realizada entre os dias 4 e 5 de dezembro e consistiu no primeiro pleito presidencial realizado no país após sua independência. Confirmando o favoritismo, o então primeiro-ministro pelo partido governista Organização do Povo do Sudoeste Africano (SWAPO), Sam Nujoma, foi eleito como o 1º presidente do novo país independente por ampla margem de votos, obtendo 76,34% dos votos válidos e vencendo a disputa em 8 dos 13 estados do país. Por sua vez, o candidato derrotado Mishake Muyongo obteve somente 23,66% dos votos válidos, porém foi o vencedor do pleito nos 5 estados restantes, consolidando-se como uma força política de oposição.

## Resultados eleitorais
| Candidatos presidenciais    | Partidos políticos                       | Ideologia partidária        | Espectro político           | Votos válidos | %      |
| --------------------------- | ---------------------------------------- | --------------------------- | --------------------------- | ------------- | ------ |
| Sam Nujoma                  | Organização do Povo do Sudoeste Africano | Socialismo                  | Esquerda                    | 370 452       | 76,34  |
| Mishake Muyongo             | Aliança Democrática Turnhalle            | Liberalismo económico       | Centro-direita              | 114 843       | 23,66  |
| Total de votos válidos      | Total de votos válidos                   | Total de votos válidos      | Total de votos válidos      | 485 295       | 97,55  |
| Votos em branco/nulos       | Votos em branco/nulos                    | Votos em branco/nulos       | Votos em branco/nulos       | 12 213        | 2,45   |
| Votos totais contabilizados | Votos totais contabilizados              | Votos totais contabilizados | Votos totais contabilizados | 497 508       | 100,00 |
| Eleitorado apto a votar     | Eleitorado apto a votar                  | Eleitorado apto a votar     | Eleitorado apto a votar     | 654 189       | 76,05  |